# Senez
Senez település Franciaországban, Alpes-de-Haute-Provence megyében. Lakosainak száma 156 fő (2022. január 1.). Senez Barrême, Beynes, Blieux, Castellane, Chaudon-Norante, Estoublon, Majastres, Moriez és Saint-André-les-Alpes községekkel határos.

## Népesség
A település népessége az elmúlt években az alábbi módon változott:
| Lakosok száma | 174  | 153  | 121  | 176  | 166  | 166  | 167  | 163  | 161  | 156  |
|               | 1968 | 1982 | 1990 | 2006 | 2013 | 2015 | 2017 | 2019 | 2020 | 2022 |